# Fontana monumento a Giuseppe Grandi
La fontana monumento a Giuseppe Grandi è situata a Milano nella omonima piazza, lungo Corso XXII Marzo. Dedicata allo scultore Giuseppe Grandi, fu realizzata da Werther Sever e Emil Noel Winderling nel 1936, e nasconde uno dei primi rifugi antiaerei di Milano.

## Storia

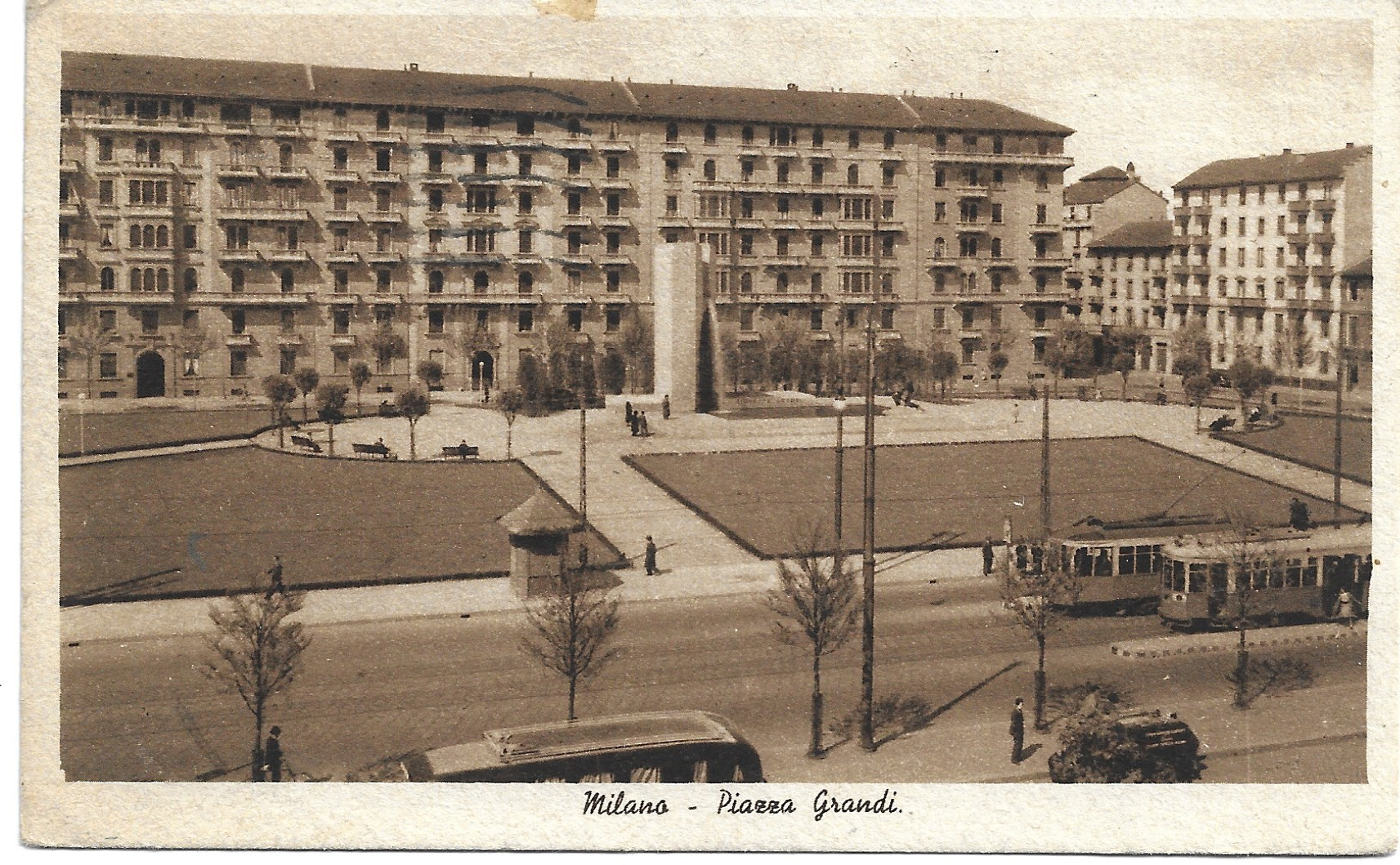

La fontana è opera del milanese Werther Sever, allievo di Adolfo Wildt, e di Emil Noel Winderling, entrambi vincitori del bando indetto nel 1930 dal ‘Comitato per un monumento allo scultore Giuseppe Grandi’, rappresentante della scapigliatura lombarda e autore del Monumento celebrativo a Cesare Beccaria e del Monumento ai caduti delle Cinque Giornate di Milano, situati nelle piazze omonime. Venne inaugurata il 30 novembre 1936. L’aspetto della Piazza rientra nelle disposizioni del piano urbanistico Beruto che diede il via a una serie di interventi che segnarono profondamente la storia urbana di Milano.
La struttura e la singolare posizione della fontana, che sorge su una piccola collina artificiale, avevano lo scopo di nascondere un rifugio antiaereo che poteva ospitare più di 400 persone, e che venne utilizzato durante i bombardamenti di Milano della seconda guerra mondiale.

### Restauro
Dopo la guerra il rifugio è rimasto chiuso e in stato di abbandono fino al febbraio 2016, quando hanno avuto inizio i lavori di restauro che hanno interessato sia la fontana che il rifugio stesso. Quest’ultimo è stato aperto al pubblico e reso fruibile, sebbene in modo discontinuo, con l’organizzazione di visite guidate. L’intervento ha riguardato principalmente il rifacimento dell’impianto elettrico, dell’impianto idrico e la ripulitura degli interni del rifugio, nel rispetto delle numerose scritte originali. L’inaugurazione ha avuto luogo il 27 febbraio 2017 alla presenza del sindaco Giuseppe Sala.

## Descrizione

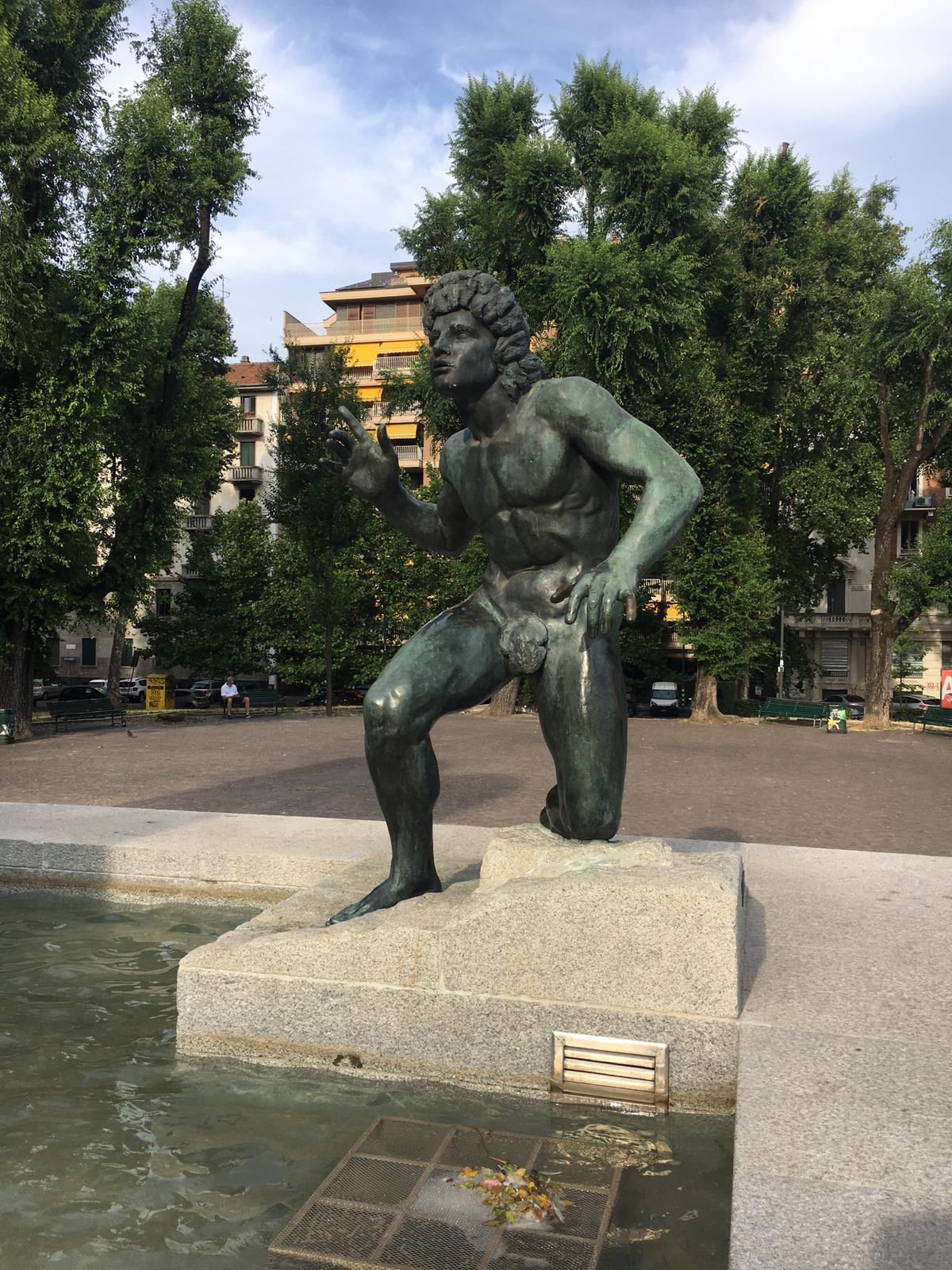
Monumento a Giuseppe Grandi

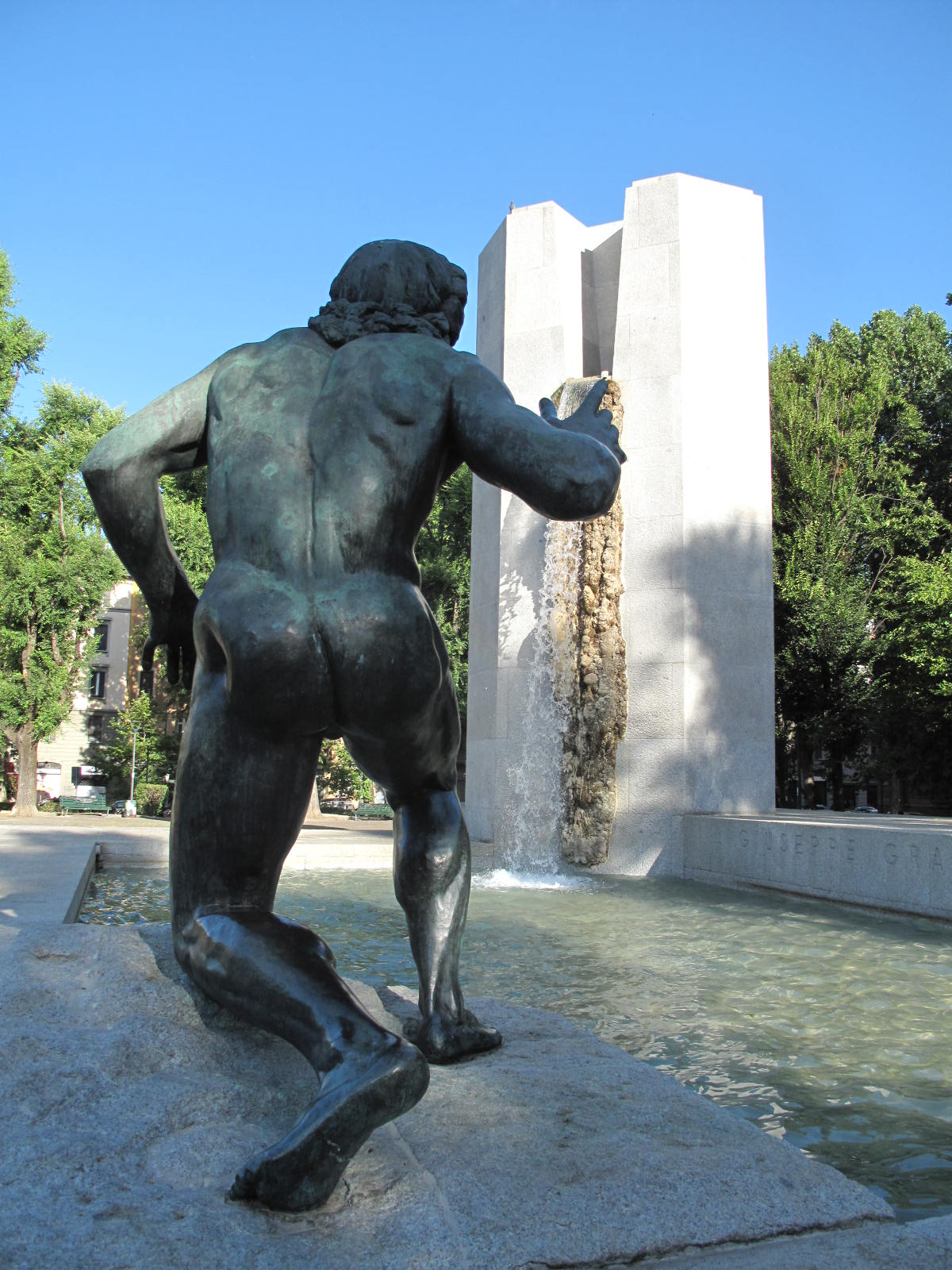
Fontana e monumento a Giuseppe Grandi

### La fontana-monumento
L’opera nel suo complesso è costituita da una grande vasca rettangolare a riciclo di 400 mq circondata da larghe gradinate in masselli di granito bianco di Montorfano. Su un angolo delle gradinate è posta una grande colonna squadrata alta 13 m che funge da condotto di aerazione del rifugio, e da cui sgorga la cascata d’acqua che alimenta la fontana. Sull’angolo opposto si erge una scultura di bronzo dedicata a Giuseppe Grandi. 
La statua, di dimensioni monumentali, raffigura un giovane nudo proteso in avanti, come ad ammirare la cascata d’acqua, e intende rappresentare, nelle intenzioni dell’artista, lo stupore dell’uomo dinnanzi alla natura. Proprio per rispettare questa simbologia, la spessa formazione calcarea ricoperta di muschio che si è formata sulla colonna di marmo nel corso degli anni non è stata rimossa nella fase di restauro.

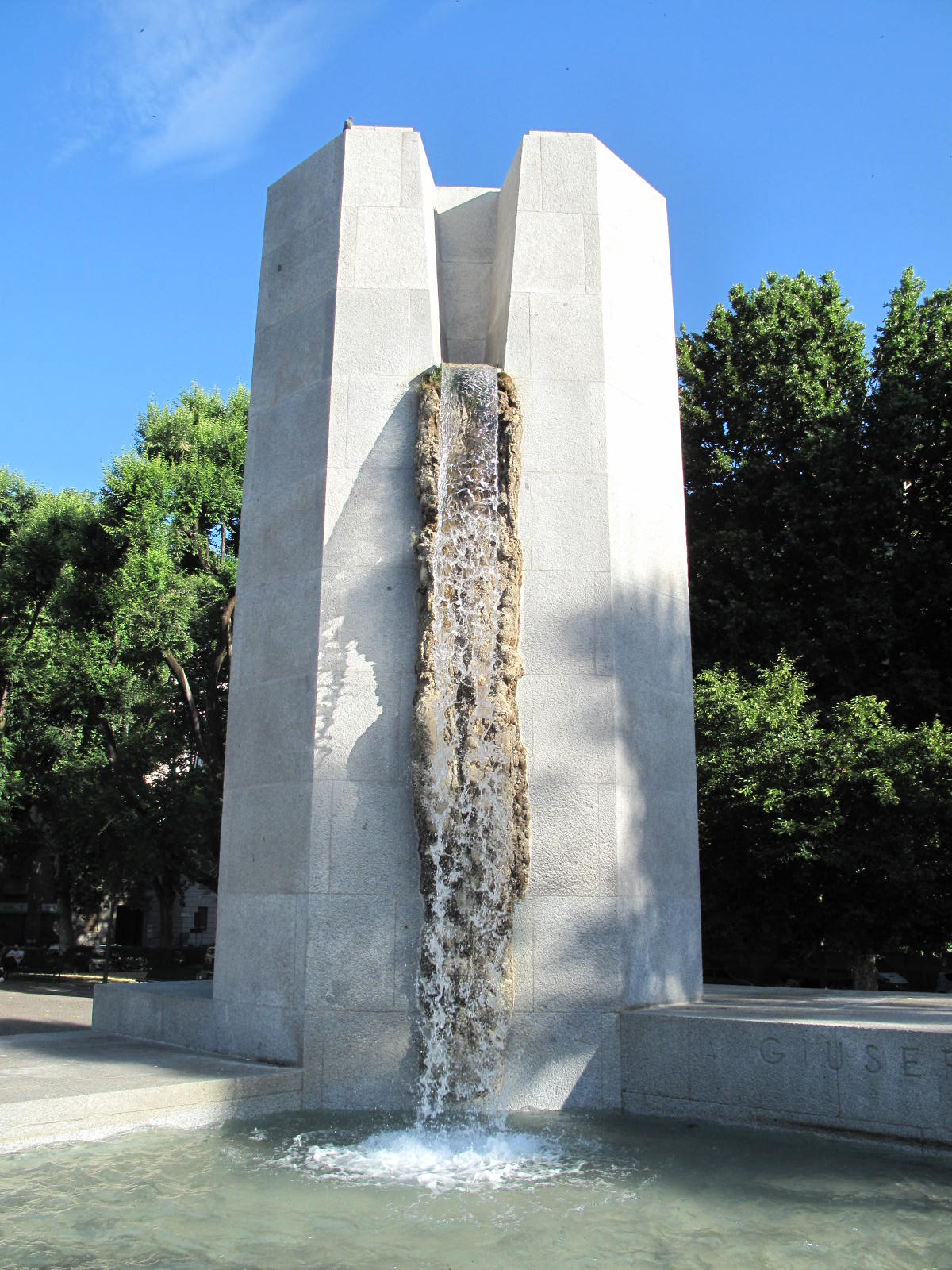
Torre della fontana

### Il rifugio

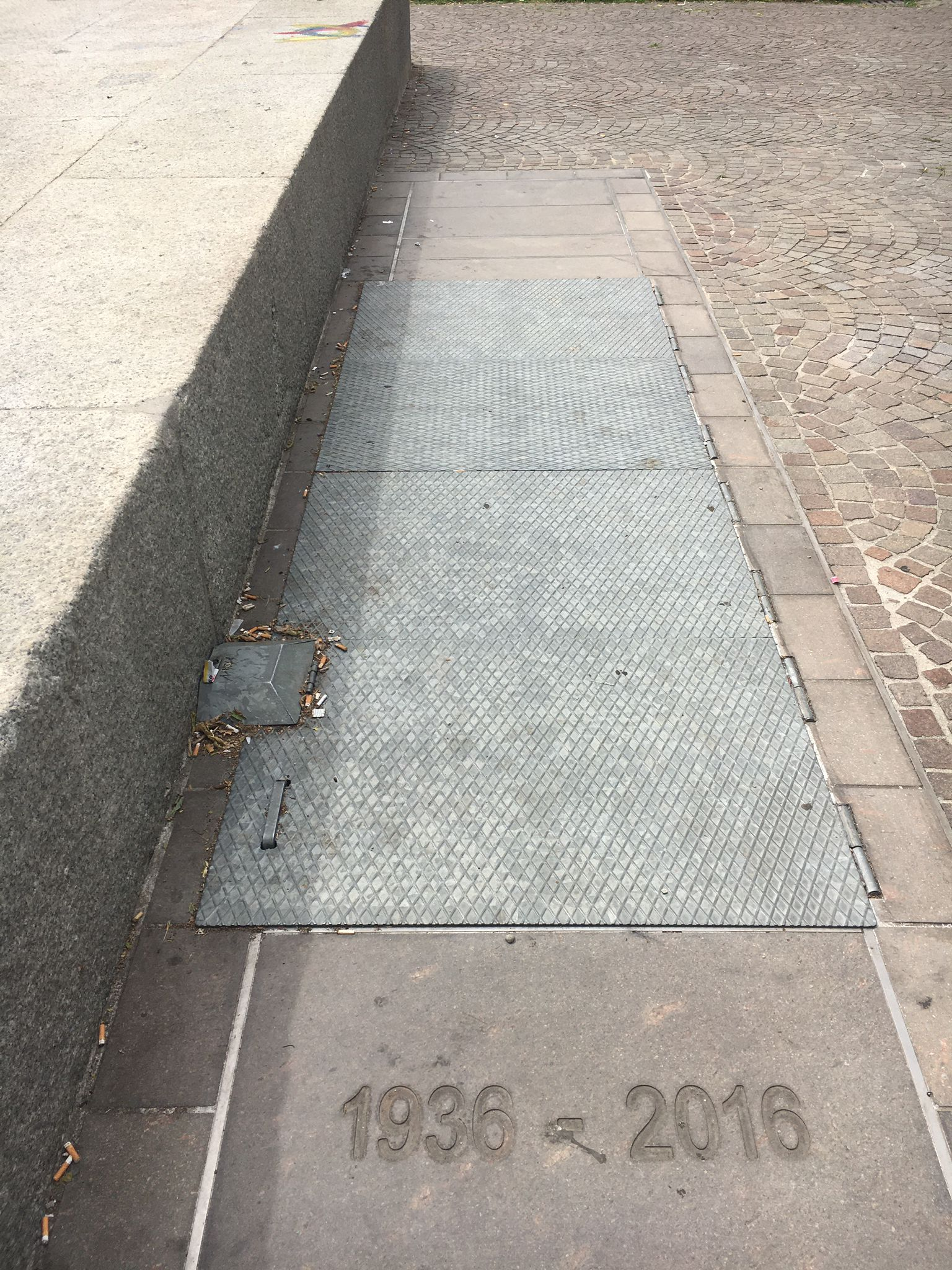
Botola di accesso al rifugio, con data creazione e restauro

Costruito successivamente ai rifugi della Stazione Centrale e dell’Istituto Virgilio di Piazza Ascoli, esso fu uno dei primi rifugi ad uso pubblico costruiti a Milano. In calcestruzzo armato, realizzato in fase con la fontana soprastante, ha una pianta rettangolare di 23x17 m, un’area di 215 mq e consta di 20 celle di dimensioni variabili. La capienza è di 430 persone, ed è classificato come 'ricovero' di 'ambiente popolare' (secondo una classificazione che divide in: popolarissimo, popolare, medio, misto, buono, signorile). A causa del suo posizionamento sottostante la fontana, non tutte le stanze (denominate “celle”) hanno la stessa altezza, e solo le 6 centrali sono adibite a rifugio, mentre le altre fungono da corridoi. Si presume che sia rimasto attivo fino al 1943, e in seguito sia stato chiuso perché considerato insicuro. Malgrado sia ubicato sotto una fontana, il rifugio non è dotato di acqua corrente (l’acqua potabile era contenuta in secchi metallici appesi a ganci posti sulle pareti). Al suo interno è ancora visibile la segnaletica a muro a vernice nera indicante le uscite di sicurezza, indispensabile per orientare le persone che vi trovavano rifugio durante i bombardamenti, nonché altre indicazioni generiche, quali, ad esempio, il divieto di fumo, il divieto di introdurre cani, la posizione dell’acqua potabile, il gabinetto.
I punti di accesso al rifugio erano costituiti da due scalinate contrapposte situate lungo i lati corti della fontana, e sugli stessi lati si trovavano anche le due uscite di sicurezza. Di questi accessi ora ne rimane solo uno, sul lato occidentale, utilizzato un tempo dal personale del Comune di Milano per accedere agli impianti idraulici della fontana, e diventato oggi, in seguito alla ristrutturazione, porta d’accesso unica al rifugio.